# Agron Smakići
Agron Smakići (Zagreb, 1990.) - hrvatski profesionalni boksač i MMA borac.
Rodio se u Zagrebu od oca Ilira, koji je Albanac, a njegova majka Dinka je Hrvatica. Bavi se profesionalno boksom od 12. godine. Prije toga trenirao je nogomet u NK Lokomotivi sve do 15 godine. Bio je kapetan u svom uzrastu, igrao je stopera, također se bavio i hrvanjem. Odlučio se za boks, zbog oca Ilira, koji je također bio boksač. Jedno vrijeme trenirao je u Beču i radio kao redar u noćnom klubu.
Bio je neporažen s 15 pobjeda, od kojih je 13 izborio nokautom, do meča s Kazahstancem Žanom Kosobuckijem u studenom 2019. godine. To je bila borba za IBO interkontinentalni naslov u teškoj kategoriji. Smakići je u taj meč ušao pomalo neoprezno i bez prave pripreme i već u prvoj rundi izgubio je prekidom. Nakon toga je nanizao četiri pobjede od kojih se ističe pobjeda nad Jamajčaninom Lenroyjem Thomasom u Dubaiju u ožujku 2022., čime si je podigao rejting na BoxRec ljestvici. Tada je bio 55., a najbolje plasirani hrvatski boksač tada je bio Filip Hrgović (37.)
Toga je dovelo do meča protiv Agita Kabayela u njemačkom Bochumu u ožujku 2023. za naslov europskog prvaka u profesionalnom boksu (EBU pojas teške kategorije). Do sada su taj naslov osvajali Hrvati: Ivan Prebeg (1969.), Željko Mavrović (1995.) i Stipe Drviš (2003.). Smakići je poražen od Kabayela iako je u jednom trenutku imao veliku priliku te doveo svog protivnika čak do brojanja, no njemački teškaš turskoga porijekla oporavio se i pobijedio. To je bio najveći meč za hrvatski boks u posljednjem desetljeću. Ulog je bila europska titula, a protivnik je bio opasan Agit Kabayel, neporaženi njemački nokauter koji je već držao tu titulu i obranio ju u nekoliko navrata. Nakon toga, pobijedio je Mađara Jozsefa Kormanya u Beču u rujnu 2023. godine.
Bio je sparing partner Tysonu Furyiju, koji se pripremao za borbu s Oleksandrom Usikom za naslov apsolutnog svjetskog boksačkog prvaka u teškoj kategoriji 2024. godine. Za vrijeme priprema, Smakići je nanio posjekotinu Tysonu Furyiju (za sanaciju posjekotine bilo je potrebno 15 šavova) i onemogućio mu borbu s Oleksandrom Usikom u dogovorenom terminu u veljači 2024. pa je borba otkazana za svibanj 2024. godine.

## Vanjske poveznice
- Profil Agrona Smakićija na BoxRec